# Snovadlo
Snovadlo je zařízení používané ke zhotovení osnov pro plošné textilie.

## Z historie snovadel
Nejstarší nástroj ke zhotovení osnov (v dnešním smyslu tohoto výrazu) bylo pravděpodobně kolíčkové snovadlo, které mělo pocházet z Turkmenistánu nebo z okolí Kavkazu. Snovadlo se používalo ve spojení s destičkovým tkaním ke zhotovení stuh a úzkých tkanin, v principu se používá při amatérském tkaní dosud.
Spolu se širšími tkalcovskými stavy (asi v 7 tisíciletí př. n. l.) a s potřebou delších osnov se vyvinula ruční vertikální snovadla (viz snímek (1)) používaná v malých tkalcovských dílnách ještě do 20. století.
Za první snovací stroj je považován vynález z roku 1803, se kterým přišli Angličani Radcliffe, Ross a Johnson.

## Druhy snovacích strojů

### Válový stroj
Válový snovací stroj (angl.: direct warper, něm.: Zettelmaschine) je nejpoužívanější druh snovadla. Osnovní niti, běžně kolem 1000 najednou, se odvíjejí z cívek umístěných v cívečnici různých konstrukcí, procházejí rozpínacím hřebenem, jehož rozměry určují šířku vinutí na osnovním válu. Brzdičkami v cívečnici se seřizuje napětí nití, nastavená délka k navinování se měří s přesností na 0,1 %.
Moderní stroje se staví v pracovních šířkách osnovy 1300 – 2000 mm, snovací rychlost do 1000 m/min., ø plného osnovního válu do 1200 mm. Na válovém stroji se navíjí jen část nití celé osnovy. Úplná osnova (s počtem až 10 000 nití na pracovní šířku 150 cm) vzniká pak družením nití z několika válů na šlichtovacím stroji.
Válové snování se používá pro velké partie (řádově 50 000 m) tkanin, pro šlichtované osnovy a pro tkaniny s jednoduchým barevným vzorováním po osnově.

### Pásový stroj
Na pásovém snovacím stroji (angl.: sectional warper, něm.: Schärmaschine) procházejí niti z cca 300-500 cívek křížovým paprskem a snovacím paprskem, kde se tvoří z jedné nebo více vzorových stříd pás, který se navíjí na snovací buben. Buben s obvodem cca 2,5-3,5 m a pracovní šířkou 1,5 m je tvarovaný tak, že plochy jednotlivých ovinů se kladou šikmo vedle sebe pod určitým (příp. nastavitelným) úhlem. Po navinutí určité délky se niti přetrhnou, svážou a začne se s navinováním dalšího pásu. Celá osnova sestává obvykle z 15-17 pásů, osnovy s délkou do 5000 m se dají zhotovit rychleji než na válovém snovadle.
K soupravě pásového snovadla patří převíjecí zařízení, na kterém se hotové pásy společně navíjejí na tkací vál rychlostí do cca 450 m/min.

### Dílové snovadlo
se používá k přípravě předlohy pro osnovní stávky a rašly. Nitě se navíjejí z cívečnice přímo na osnovní vály s pracovní šířkou od cca 50 do 250 cm. Stroje bývají vybaveny zařízením na voskování (maštění) nití, snovací rychlost dosahuje 600 m/min. Na jednom rašlu se např. předkládá až 20 válů s osnovou v několika řadách nad sebou.
Podobným způsobem pracují snovadla pro stuhové tkací stroje (délka osnovního válce do 1 m, výkon do 800 m/min.)

## Galerie snovadel

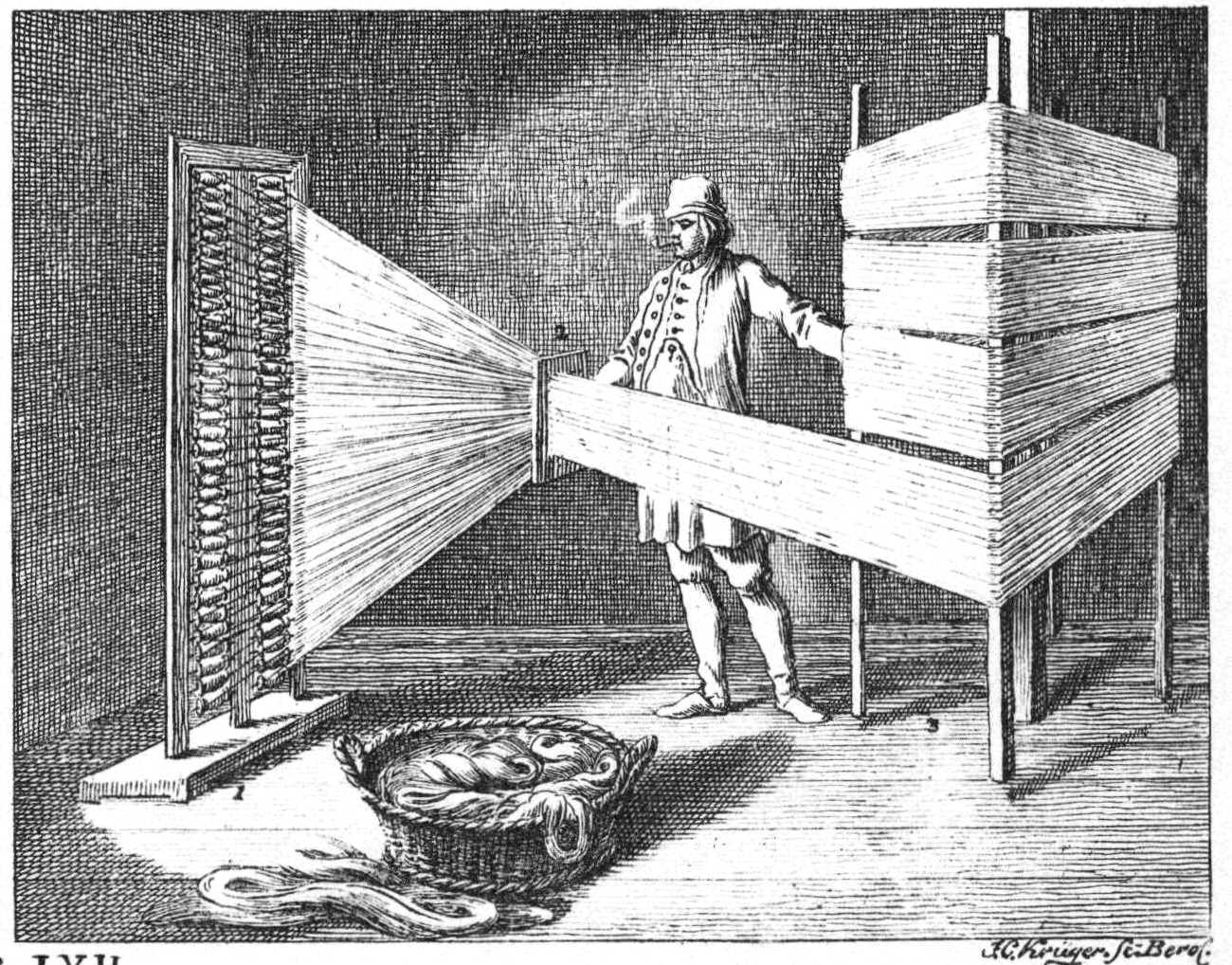
(1)Ruční snovadlo z 18. století
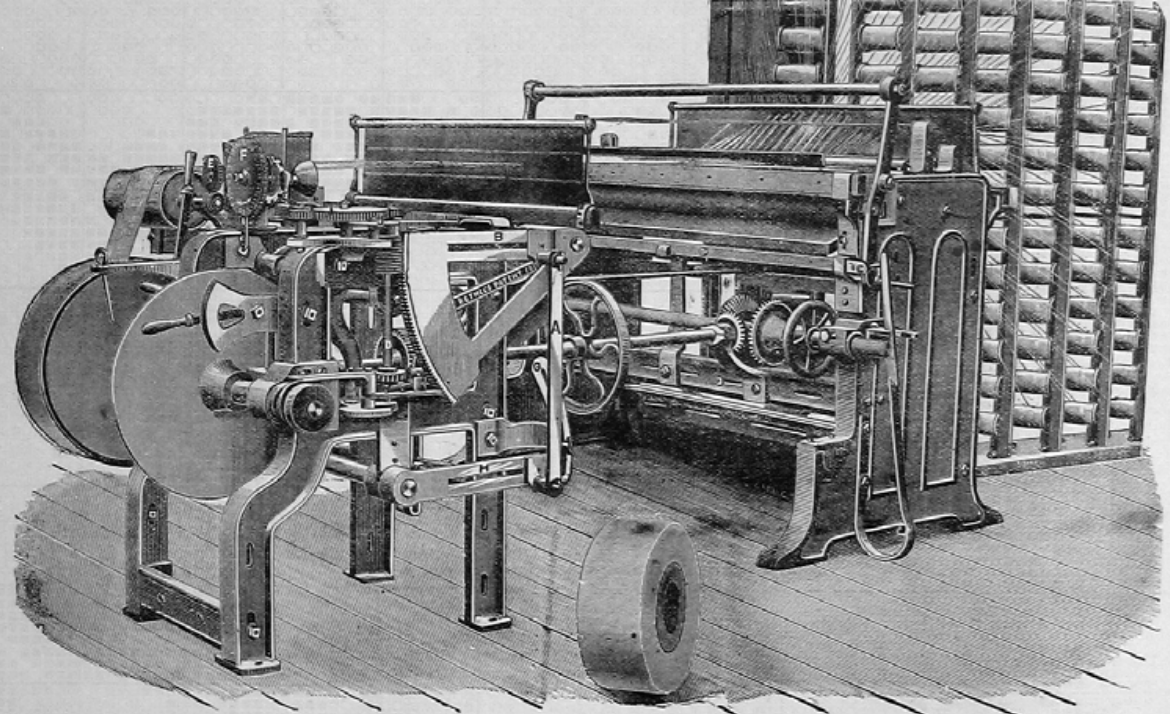
(2)Válový snovací stroj z 2. poloviny 19. století
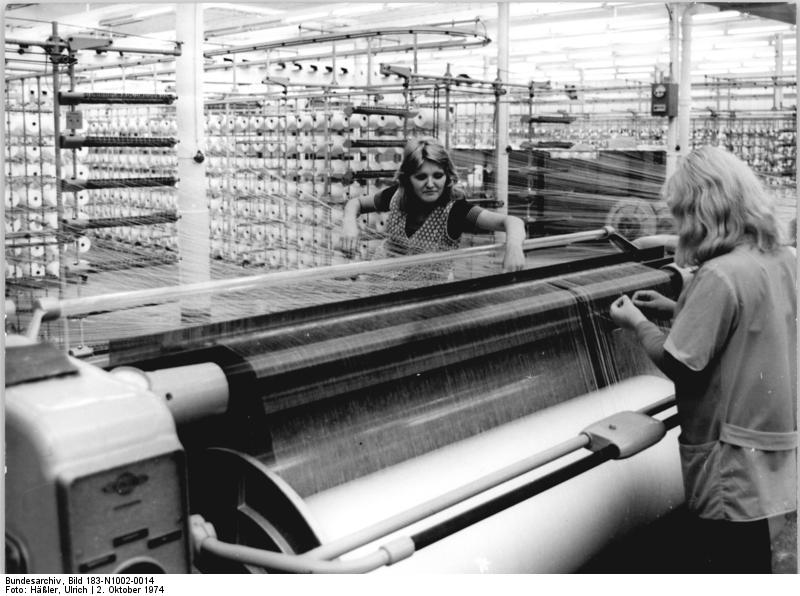
(3)Válový snovací stroj české výroby (NDR v roce 1974)
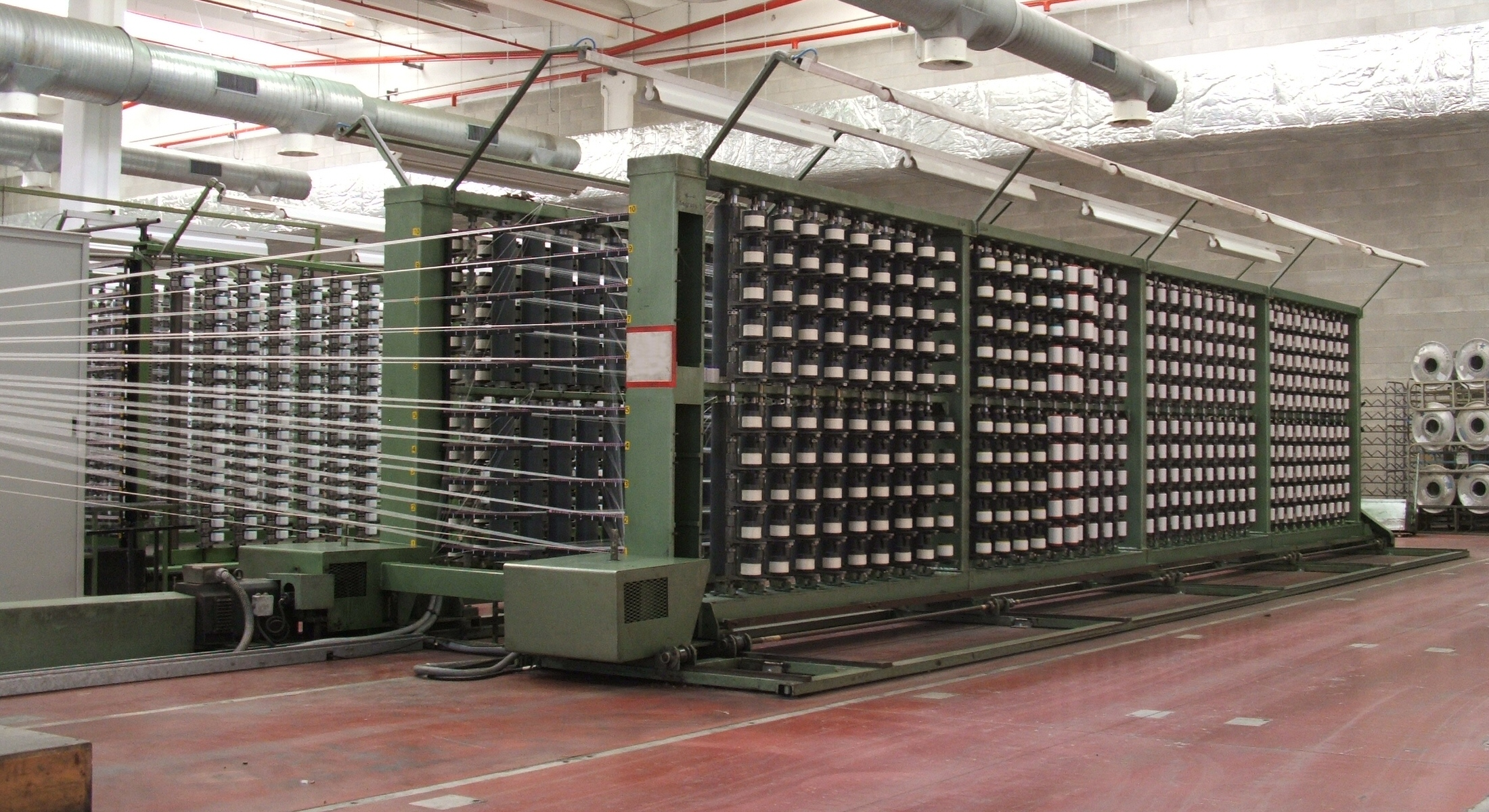
(4) Cívečnice k válovému snovadlu z 2. poloviny 20. století
(5)Pásový snovací stroj z 1. poloviny 20. století
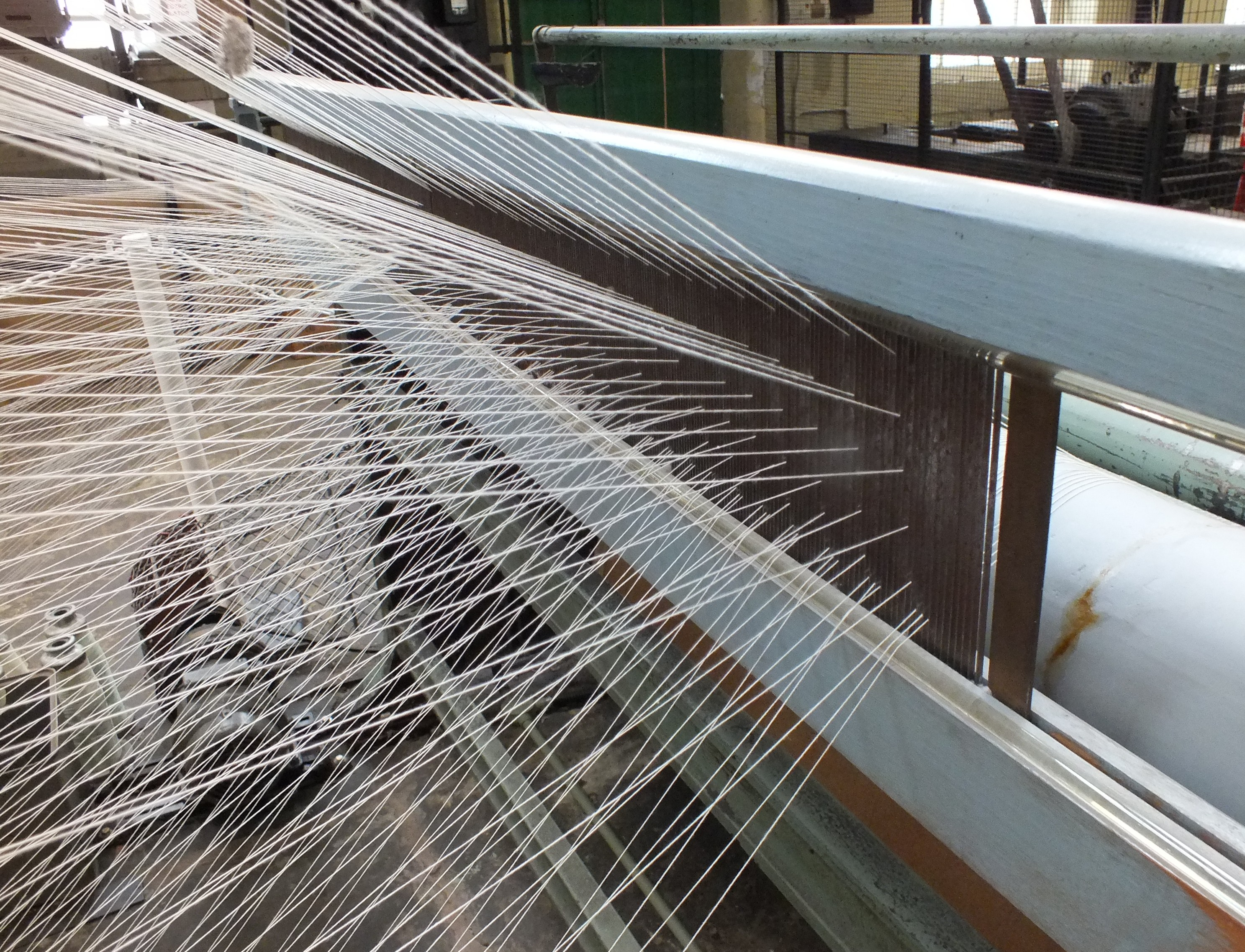
(6)Křížový paprsek na stroji z 2. poloviny 20. století
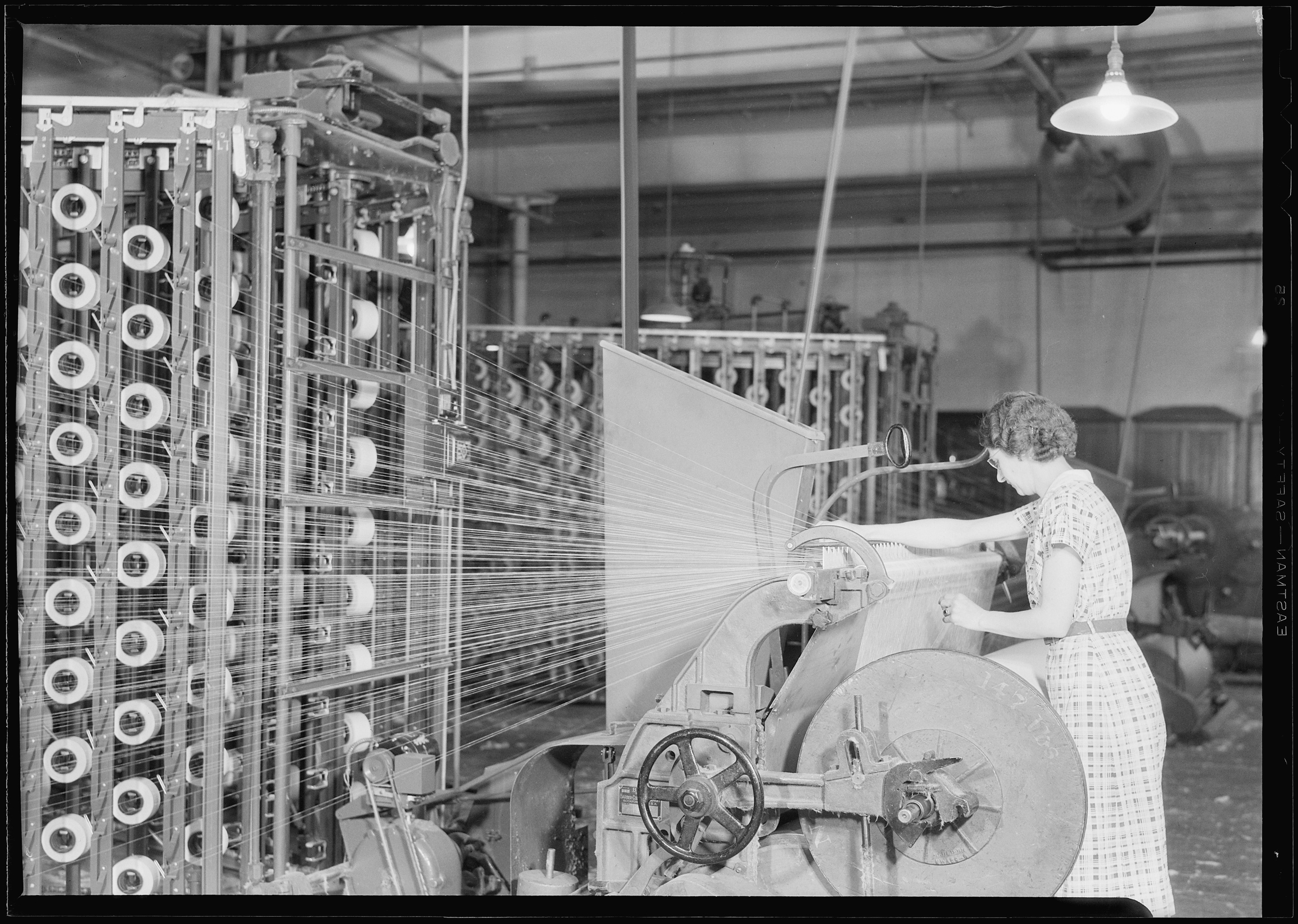
(7)Dílové snovadlo z roku 1937